# C2機関 1MYB
「C2機関“1MYB”」（しーつーきかん いちえむわいびー）は、日本の音楽バンドグループ。「艦隊これくしょん -艦これ-」の公式ガールズバンド。短縮して「1MYB」という表記を使用することもある。

## 概要
2020年に発売された「艦隊これくしょん」のサウンドトラック「艦隊これくしょん -艦これ- 艦娘想歌【陸】佐世保の時雨」の演奏、2019年以降の「艦隊これくしょん」関連イベントでの艦これ公式ガールズバンドとしての演奏、C2プレパラートが運営する飲食店「カレー機関」での接客などを中心に活動してきた。
2021年にavex traxからメジャーデビュー。

しかし2022年夏頃からavex traxのアーティスト一覧から個別ページへのリンクが削除されている。
C2機関はC2プレパラートが同人サークル、飲食店経営時などで使用するブランド名。

1MYBは「第一音楽遊撃部隊」の意味であり、第【1】【M】usic【Y】ugeki【B】utaiの頭文字から取っている。太平洋戦争のレイテ沖海戦における第一遊撃部隊（1YB）にちなむ。

「1MYB」はC2プレパラートが商標登録しており、同じく「2MYB」も登録されている。

## メンバー
| 名前         | 担当楽器               | 生年月日               | 出身地   | メンバーカラー | 艦娘衣装                   | 加入日        | 在籍日数 | 別名義              | 備考 |
| ------------ | ---------------------- | ---------------------- | -------- | -------------- | -------------------------- | ------------- | -------- | ------------------- | --- |
| あかりんご   | ベース                 | 1995年12月28日（29歳） | 北海道   | 赤             | 磯風                       | 2019年9月13日 | 2007日   | AKARI               | 1MYBのリーダー。DaG.LLC所属。ロックバンド『Chu's day.』のメンバー。(活動休止中)                                                                  |
| タニベユミ   | ボーカル、トランペット | 1990年4月2日（34歳）   | 神奈川県 | 緑             | 時雨、夕立、白露、由良など | 2020年1月3日  | 1895日   | 谷邊由美（旧芸名）  | C2プレパラート所属。 |
| きーちゃん   | キーボード             | 1998年10月15日（26歳） |          | 黄             | 夕張                       | 2020年7月23日 | 1693日   |                     | |
| くぼたまりん | ドラムス               | ????年8月27日          | 大阪府   | 青             | 黒潮                       | 2021年7月７日 | 1344日   | 久保田真凜          | ロックガールズバンド『あいまいネイビー』のメンバー。(活動休止中)島村楽器音楽講師。1MYBには正式加入前の2020年12月からサポートメンバーとして参加。 |
| よしださくら | ギター                 | 1998年12月28日（26歳） | 東京都   | ピンク         | 敷波                       | 2023年4月16日 | 696日    | Sakura、Kyo Yoshida | ヘヴィメタルガールズバンド『HAGANE』のメンバー 。                                                                                                |

### サポートメンバー
松井 咲子（まつい さきこ）- キーボード
艦娘衣装は鈴谷。 きーちゃん欠席の為、2022年10月2日の【C2機関 "瑞雲"＆"秋刀魚"祭り2022 in FSW】内「Special Grand Stage 2022」に参加。
YUKI（ゆき）- ドラムス
艦娘衣装は雪風改二。 くぼたまりん欠席の為、2023年10月13日の【ちんじゅふ。艦娘Special Live in 呉鎮守府2024】および2025年1月3日の【C2機関「艦これ」公式新春Live! 2025】に参加。

## 旧メンバー
| 名前                         | 担当楽器         | 生年月日               | 出身地   | メンバーカラー | 艦娘衣装                | 加入日         | 卒業日        | 在籍日数 | 別名義                     | 備考 |
| ---------------------------- | ---------------- | ---------------------- | -------- | -------------- | ----------------------- | -------------- | ------------- | -------- | -------------------------- | --- |
| 鳴海碧                       | キーボード       | 1987年6月4日（37歳）   | 愛媛県   |                | 雪風                    | 2019年9月13日  | 2019年9月14日 | 1日      | 松浦碧（旧姓名及び旧芸名） | 島村楽器音楽講師。 |
| ぱやん                       | キーボード       | ????年4月4日           | 青森県   |                | 大和                    | 2019年10月20日 | 2020年4月1日  | 219日    | payan、Shiho               | 音楽ユニット『アルトナイト』のメンバー。『青木歌音 with Reflexion』のメンバー。                                          |
| 宮川 若菜（みやかわ わかな） | ボーカル、和太鼓 | 1990年11月12日（34歳） | 神奈川県 |                | 朝潮、満潮、Ташкентなど | 2020年1月3日   | 2020年7月23日 | 202日    |                            | C2プレパラート所属。 |
| 藤池アリス                   | ドラムス         | ????年11月19日         | 静岡県   |                | 北上                    | 2019年9月13日  | 2021年7月7日  | 663日    |                            | 株式会社RATNA所属。コスプレイヤーガールズバンド『mimiQ_Lyric』の元メンバー。ガールズバンド『secret-sparkle』のメンバー。 |
| ささきさくら                 | ギター           | 2000年3月15日（24歳）  | 東京都   | ピンク         | 酒匂、雪風、睦月、秋月  | 2019年9月13日  | 2023年4月16日 | 1311日   |                            | |

## 来歴

### 2019年
- 9月13日、14日、アルカスSASEBO大ホールにて行われた『【130th SASEBO 2019】佐世保鎮守府開庁・佐世保港開港130周年記念 「ちんじゅふ。」2019 in 佐世保鎮守府 Special Opening Live』にてお披露目。[28]結成当時のメンバーはベースのあかりんご[4]、ギターのささきさくら[26]、キーボードの鳴海碧[16]、ドラムスの藤池アリス[22]の４名。
- 10月20日、呉信用金庫ホールにて行われた『【130th KURE 2019】ちんじゅふ。艦娘 Special Live in 呉鎮守府』では"1MYB改(一部再編)"と記載され、キーボードの鳴海碧に代わってぱやんが加入することになった。[18]
- 12月26日、シングル『艦隊これくしょん -艦これ- 艦娘想歌　【陸】佐世保の時雨』に収録されている「佐世保の時雨 1MYBmode」でCDデビュー。ボーカル担当はタニベユミ。

### 2020年
- 1月3日、パシフィコ横浜 国立大ホールにて行われた『C2機関 鎮守府新春New Year Special Live! 2020』 にて【1MYB Zepp Tour】の計画が発表される。[29]
- タニベユミ、宮川若菜がメンバーであることが発表された。[6]
- 2月27日、サンリオピューロランドにて開催予定であった『キリンボクカワランド　ピューロランド×C2機関』に出演予定の宮川若菜が体調不良で欠席することを発表。これ以降療養に入ることになった。
- キーボードのぱやんの卒業を発表。[19]呼称も"C2機関 1MYB改二"となる。
- 長期療養中であるボーカル宮川若菜の卒業を発表。後任のキーボードとしてきーちゃんの加入が発表された。[7]
- 12月4日、パシフィコ横浜 国立大ホールにて行われた『 C2機関「提督&艦娘 Special Live for 呉鎮守府」in 横浜みなとみらい』からドラムスの藤池アリスに代わりくぼたまりんがサポートで参加。呼称は"C2機関1MYB【冬季編成】"。[30][11]

### 2021年
- avex traxからのメジャーデビューが発表。[31]
- ドラムスの藤池アリスが「自分の道を歩むために」卒業を発表。後任にくぼたまりんの加入が発表された。[8]
- ベースのあかりんごがリーダーに任命される。[32]
- 9月8日、アルバムCD『1MYB』でavex traxからメジャーデビュー。

### 2022年
- 初のツアー『1MYB Tour 2022』を開催。[23]
- 2月18日から『艦これアーケード』とのコラボレーションが開催。1MYB限定フレームとサイン入りスペシャルカードが配信される。[33]
- 11月放送開始のアニメ『「艦これ」いつかあの海で』にてエンディングテーマを担当。楽曲タイトルは『未来(いま)』。[34]

### 2023年
- 2月14日、シングルCD『未来(いま)』が発売。
- ギターのささきさくらが「自身の音楽活動に専念するために」卒業を発表。同時によしださくらの加入が発表された。[12][27][35]

## ディスコグラフィ

### シングル
（角川アーキテクチャから発売されたインディーズ扱い）
| # | 発売日        | タイトル                                            | 規格品番 | 備考 |
| - | ------------- | --------------------------------------------------- | -------- | --- |
|   | 2020年1月24日 | 艦隊これくしょん -艦これ-艦娘想歌【陸】佐世保の時雨 | KA2C0008 | 当初の発売予定日は2020年1月15日だったが、受注過多による増産調整のため同月24日に延期している。。 なお、2020年1月3日開催の「C2機関 鎮守府新春New Year Special Live! 2020」にて数量限定で先行販売された。 |
|   | 2023年2月14日 | 「未来（いま）」                                    | KA2C0013 | UHFアニメ『「艦これ」いつかあの海で』エンディングテーマ |

### アルバム
| #   | 発売日       | タイトル | 規格品番   | 規格品番   | オリコン最高位 |
| #   | 発売日       | タイトル | 特装盤     | 通常盤     | オリコン最高位 |
| --- | ------------ | -------- | ---------- | ---------- | -------------- |
| 1st | 2021年9月8日 | 1MYB     | AVCD-96704 | AVCD-96705 | 32位           |

## 主なイベント
- 【130th SASEBO 2019】佐世保鎮守府開庁・佐世保港開港130周年記念 「ちんじゅふ。」2019 in 佐世保鎮守府 Special Opening Live  （2019年9月13日～14日、アルカスSASEBO 大ホール）[39]
- 【130th SASEBO 2019】佐世保鎮守府開庁・佐世保港開港130周年記念 「ちんじゅふ。」2019 in 佐世保鎮守府 艦娘太鼓拡大Live in SASEBO  （2019年9月15日～16日、旧海軍佐世保鎮守府凱旋記念館（市民文化ホール））
- 【130th KURE 2019】ちんじゅふ。艦娘 Special Live in 呉鎮守府  （2019年10月20日、呉信用金庫ホール（呉市文化ホール））[40]
- C2機関 鎮守府新春New Year Special Live! 2020  （2020年1月3日、パシフィコ横浜 国立大ホール）[41][42][43]
- 鎮守府鰻祭り＆金剛型86/一航戦NOAH発表会 in 富士スピードウェイ  （2020年11月1日、富士スピードウェイ）
- C2機関「提督&艦娘 Special Live for 呉鎮守府」 in 横浜みなとみらい  （2020年12月4日、パシフィコ横浜 国立大ホール）[44][45]
- C2機関 ”1MYB” Xmas Live  （2021年12月24日Xmasイブ夜戦・25日Xmas昼戦・25日Xmas夜戦、ところざわサクラタウン）[46]
- C2機関 鎮守府New Year Special Live! 2022  （2022年1月3日前夜祭・4日昼戦・4日夜戦、パシフィコ横浜 国立大ホール）[47]
- 1MYB Tour 2022 
2022年2月14日 Zepp Haneda（TOKYO）
2022年3月9日-3月10日 Zepp Namba（OSAKA）
2022年3月13日 Zepp Nagoya(中止)[48]
2022年3月22日 KT Zepp Yokohama(中止)[49]
2022年3月23日 KT Zepp Yokohama　
(Live & Ondo in KT Zepp Yokohama 【Zepp Tour Final Special】として再編[50])
- C2機関「艦これ」呉鎮守府巡り2022・呉市制120周年記念 ちんじゅふ。艦娘Special Live in 呉鎮守府2022  （2022年4月24日、呉信用金庫ホール（呉市文化ホール）[51]
- 【C2機関 "瑞雲”＆"秋刀魚”祭り2022 in FSW】内「Special Grand Stage 2022」  （2022年10月1日-10月2日、富士スピードウェイ）[52]
- C2機関 ”1MYB” Xmas Live 2022  （2022年12月24日、ところざわサクラタウン(埼玉鎮守府) ジャパンパビリオン　ホールA）[53]
- C2機関 鎮守府新春New Year SHIGURE Live! 2023  （2023年1月3日、パシフィコ横浜 国立大ホール）[54]
- C2機関佐世保本遠征「艦これ」公式コラボ【Operation SASEBO Expedition 2023】佐世保鎮守府”SASEBO Special Stage!”（2023年6月9日-6月10日、アルカスSASEBO 大ホール）[55]
- 【Operation MAIZURU Expedition 2023】MAIZURU 1MYB Special Live 2023 “1MYB”特別ライブin MAIZURU-（2023年10月1日、海上自衛隊 舞鶴航空基地）[56]